# Brandon Woodard
Brandon Woodard là một chính khách người Mỹ, người được bầu vào Hạ viện Kansas trong cuộc bầu cử năm 2018. Ông sẽ đại diện cho Khu vực Hạ viện số 30 với tư cách là thành viên Đảng Dân chủ.
Công khai đồng tính, ông được bầu cùng với Susan Ruiz là nhà lập pháp bang LGBT đầu tiên của bang. Trong chiến dịch tranh cử, ông đã vượt qua một cuộc tranh cãi khi được tiết lộ rằng trước đó ông đã phải ngồi tù 5 ngày vì tội lái xe khi say rượu hai lần.
Ông đã được đặt tên là Thành viên thiểu số xếp hạng của Ủy ban Ngân sách Giáo dục Đại học Hạ viện bắt đầu từ tháng 1 năm 2020, kế nhiệm đảng Dân chủ Brandon Whipple, người đã rời Hạ viện Kansas sau khi được bầu làm Thị trưởng Wichita, Kansas.
Nhiệm vụ của Ủy ban Hạ viện 2019-2020
- Xếp hạng Thành viên thiểu số của Ngân sách Giáo dục Đại học (2020)
- Các vấn đề liên bang và tiểu bang
- Bảo hiểm
- Thành viên của Ngân sách Giáo dục Đại học (2019)